# Шипозірник
Шипозірник (Eurhynchiastrum) — рід мохів родини Brachytheciaceae, що росте у Євразії, Північній і Південній Америках.

## Види
Види:
- Eurhynchiastrum diversifolium
- Eurhynchiastrum pulchellum (Hedw.) Ignatov & Huttunen